# Dezadeash Lake
Dezadeash Lake är en sjö i Kanada.   Den ligger i territoriet Yukon, i den västra delen av landet, 4 200 km väster om huvudstaden Ottawa. Dezadeash Lake ligger 821 meter över havet. Arean är 0,41 kvadratkilometer. Den sträcker sig 0,8 kilometer i nord-sydlig riktning, och 0,6 kilometer i öst-västlig riktning.
Trakten runt Dezadeash Lake är nära nog obefolkad, med mindre än två invånare per kvadratkilometer.